# ジョン・ゲッツ
ジョン・ゲッツ（John Getz,  1946年10月15日 - ）は、アメリカ合衆国の俳優である。

## 来歴
1946年、アイオワ州ダベンポートに生まれる。その後はミシシッピ州で育った。アイオワ大学在学中から演劇をはじめたが、後に中退してサンフランシスコへ渡り、改めてAmerican Conservatory Theaterで演劇を学んだ。その間もナパ郡を拠点とする劇団の旗揚げにも参加した。1974年にテレビ映画のホラー『恐怖の殺人蜜蜂』でプロデビューを果たす。
1980年に入ってもコンスタントに映画やテレビドラマへ出演してキャリアを積んだ。コーエン兄弟の映画監督デビュー作でもある『ブラッド・シンプル』では、フランシス・マクドーマンドと共に主役を演じている。また、デヴィッド・クローネンバーグ監督の『ザ・フライ』とその続編『ザ・フライ2 二世誕生』へも出演し、主要キャストの一人を演じた。近年ではfacebook創始者のマーク・ザッカーバーグを描いた『ソーシャル・ネットワーク』や、Appleの創設者であるスティーブ・ジョブズを描いた『スティーブ・ジョブズ』などの伝記映画へも出演した。

## 出演作品

### 映画
- 恐怖の殺人蜜蜂 Killer Bees (1974) ※テレビ映画
- ハッピーフッカー/ 陽気な娼婦 The Happy Hooker (1975)
- A Woman Called Moses (1978)
- タトゥー/彩られた罠 Tattoo (1981)
- リフキン・ザ・ハンター Rivkin: Bounty Hunter (1981)
- 敏腕刑事メアリー Muggable Mary, Street Cop (1982)
- ビートストリート Concrete Beat (1984) ※テレビ映画
- ブラッド・シンプル Blood Simple. (1984)
- 誘惑 Thief of Hearts (1984)
- ザ・フライ The Fly (1986)
- Police Story: Burnout (1988)
- ザ・フライ2 二世誕生 The Fly II (1989)
- 7月4日に生まれて Born on the Fourth of July (1989)
- メン・アット・ワーク Men at Work (1990)
- ドリーム・ガール/ママにはないしょの夏休み Don't Tell Mom the Babysitter's Dead (1991)
- カーリー・スー Curly Sue (1991)
- オーバールールド In My Daughter's Name (1992) ※テレビ映画
- Majority Rule (1992)
- Triumph Over Disaster: The Hurricane Andrew Story (1993)
- 夢の中の私 Betrayal of Trust (1994) ※テレビ映画
- キリング・ヒート Fortunes of War (1994)
- A Passion to Kill (1994)
- ダーク・サイド/危険な目覚め Awake to Danger (1995)
- The Late Shift (1996)
- リアル・ブラッド Mojave Moon (1996)
- Painted Hero (1997)
- サム・ガール Some Girl (1998)
- レイク・フィアー Held for Ransom (2000)
- 宇宙少女ゼノン Zenon: The Zequel (2000)
- Hunger Point (2003)
- A Day Without a Mexican (2004)
- Mystery Woman: Sing Me a Murder (2005)
- Living 'til the End (2005)
- 南京 Nanking (2007)
- ゾディアック Zodiac (2007)
- スーパーヒーロームービー!! -最'笑'超人列伝- Superhero Movie (2008)
- A Line in the Sand (2008)
- ソーシャル・ネットワーク The Social Network (2010)
- エレベーター Elevator (2011)
- スティーブ・ジョブズ jOBS (2013)
- Desperate Acts of Magic (2013)
- トランボ ハリウッドに最も嫌われた男 Trumbo (2015)
- パーフェクト・ガイ The Perfect Guy (2015)

### テレビドラマ
- Another World (1964)
- The Andros Targets (1977)
- ラファティ Rafferty (1977)
- ワンダーウーマン Wonder Woman (1977)
- Barney Miller (1977)
- Ryan's Hope (1978, 1981)
- 名探偵ジョーンズ Barnaby Jones (1978)
- スリーズ・カンパニー Three's Company (1980)
- Suzanne Pleshette Is Maggie Briggs (1984)
- MacGruder and Loud (1985)
- マライア Mariah (1987)
- TVキャスター マーフィー・ブラウン Murphy Brown (1990)
- ジェシカおばさんの事件簿 Murder, She Wrote (1996, 1997)
- Ned and Stacey (1995 - 1996)
- マギー Maggie (1998 - 1999)
- 犯罪捜査官ネイビーファイル JAG (1999)
- CSI:科学捜査班 CSI: Crime Scene Investigation (2000, 2014)
- プロビデンス Providence (2000)
- 堕ちた弁護士 -ニック・フォーリン- The Guardian (2001)
- CSI:マイアミ CSI: Miami (2003)
- According to Jim (2003)
- Joan of Arcadia (2003)
- The King of Queens (2004, 2006)
- WITHOUT A TRACE/FBI 失踪者を追え! Without a Trace (2004)
- ミディアム 霊能者アリソン・デュボア Medium (2005)
- コールドケース 迷宮事件簿 Cold Case (2006)
- 女検察官アナベス・チェイス Close to Home (2006)
- ザ・ホワイトハウス The West Wing (2006)
- ラスベガス Las Vegas (2006)
- デイ・ブレイク〜奪われた明日 Day Break (2006, 2007)
- SHARK カリスマ敏腕検察官 Shark (2007)
- ママと恋に落ちるまで How I Met Your Mother (2008)
- マッドメン Mad Men (2008)
- グレイズ・アナトミー 恋の解剖学 Grey's Anatomy (2008)
- イレブンス・アワー Eleventh Hour (2008)
- プリズン・ブレイク Prison Break (2008)
- クリミナル・マインド FBI行動分析課 Criminal Minds (2009)
- プライベート・プラクティス 迷えるオトナたち Private Practice (2009)
- ゴースト 〜天国からのささやき Ghost Whisperer (2010)
- NCIS 〜ネイビー犯罪捜査班 NCIS: Naval Criminal Investigative Service (2010)
- スキャンダル 託された秘密 Scandal (2012)
- TOUCH/タッチ Touch (2012)
- LAW & ORDER:性犯罪特捜班 Law & Order: Special Victims Unit (2013)
- イーグルハート Eagleheart (2013)
- NCIS:LA 〜極秘潜入捜査班 NCIS: Los Angeles (2013)
- NIKITA / ニキータ Nikita (2013)
- BONES Bones (2014)
- キャッスル 〜ミステリー作家は事件がお好き Castle (2014)
- バッド・ティーチャー Bad Teacher (2014)
- ホルト・アンド・キャッチ・ファイア（英語版） Halt and Catch Fire (2014)
- How to Get Away with Murder (2014)
- HOMELAND Homeland (2014)
- タイムレス TIMELESS (2016-2018)
- BOSCH/ボッシュ Bosch(2017-2018)
- The Last of Us The Last of Us (2023)

### ビデオゲーム
- Gun (2005)